# Top Teams Cup 2006–2007 (damer)
Top Teams Cup 2006-2007 var den 28:e upplagan av tävlingen (som numera bär namnet CEV Cup), vilken är den näst mest statusfyllda volleybolltävlingen för klubblag i Europa. Turneringen pågick mellan 25 november 2006 och 11 mars 2007. Totalt deltog 42 klubblag. CAV Murcia 2005 vann tävlingen för första gången genom att besegra CSKA Moskva finalen.

## Deltagande lag
| - USSP Albi - Anorthosis Famagusta - Panathinaikos Athlitikos Omilos - CS Știința Bacău - Atlant Baranovici - ŽOK Poštar - BKS Stal Bielsko-Biała - VK Slávia EU Bratislava - VK Královo Pole - CS Rapid București - Vasas SC - Teuta Durrës - City of Edinburgh Volleyball - Engelholms VS | - Kruh Tjеrkаsy - Escher VC - Volleyball Franches-Montagnes - Vanajan RC - Beşiktaş JK - Asterix Kieldrecht - Longa '59 - AEL Limassol - ASKÖ Linz-Steg - CS Madeira - AO Markópoulo - VK Minsk - CSKA Moskva - CAV Murcia 2005 | - Newbridge VC - Asystel Volley - OK HIT Nova Gorica - ŽOK Novo Mesto - VK Fortuna Odense - Volley 80 Pétange - HAOK Rijeka - Schweriner SC - VC OMS SH Senica - ŽOK Spartak Subotica - VK Halytjanka Ternopil - CA da Trofa - ŽOK Jelovica Tuzla - Rote Raben Vilsbiburg |

## Första omgången

### Match 1
| Datum    | Mellan                   | Resultat | Set   | Set   | Set   | Set | Set | Poäng totalt | Speltid | Åskådare |
| Datum    | Mellan                   | Resultat | 1     | 2     | 3     | 4   | 5   | Poäng totalt | Speltid | Åskådare |
| -------- | ------------------------ | -------- | ----- | ----- | ----- | --- | --- | ------------ | ------- | -------- |
| 25-11-06 | Escher VC - AEL Limassol | 0 - 3    | 22:25 | 9:25  | 16:25 |     |     | 47 - 75      | 0h:59   | 50       |
| 25-11-06 | VK Minsk - HAOK Rijeka   | 3 - 0    | 25:21 | 25:13 | 25:12 |     |     | 75 - 46      | 1h:03   | 400      |

### Match 2
| Datum    | Mellan                   | Resultat | Set   | Set   | Set   | Set | Set | Poäng totalt | Speltid | Åskådare |
| Datum    | Mellan                   | Resultat | 1     | 2     | 3     | 4   | 5   | Poäng totalt | Speltid | Åskådare |
| -------- | ------------------------ | -------- | ----- | ----- | ----- | --- | --- | ------------ | ------- | -------- |
| 26-11-06 | AEL Limassol - Escher VC | 3 - 0    | 25:18 | 25:18 | 25:20 |     |     | 75 - 56      | 0h:58   | 75       |
| 26-11-06 | HAOK Rijeka - VK Minsk   | 0 - 3    | 21:25 | 15:25 | 22:25 |     |     | 58 - 75      | 1h:09   | 380      |

### Kvalificerade lag
- AEL Limassol
- VK Minsk

## Andra omgången

### Grupp A
Spelplats: Ängelholm

#### Resultat
| Datum    | Mellan                                  | Resultat | Set   | Set   | Set   | Set   | Set   | Poäng totalt | Speltid | Åskådare |
| Datum    | Mellan                                  | Resultat | 1     | 2     | 3     | 4     | 5     | Poäng totalt | Speltid | Åskådare |
| -------- | --------------------------------------- | -------- | ----- | ----- | ----- | ----- | ----- | ------------ | ------- | -------- |
| 15-12-06 | Engelholms VS - Teuta Durrës            | 3 - 2    | 16:25 | 25:23 | 21:25 | 25:20 | 18:16 | 105 - 109    | 2h:16   | 1.050    |
| 15-12-06 | AO Markópoulo- VK Slávia EU Bratislava  | 1 - 3    | 25:20 | 19:25 | 20:25 | 23:25 |       | 87 - 95      | 1h:37   | 100      |
| 16-12-06 | Teuta Durrës - AO Markópoulo            | 0 - 3    | 18:25 | 10:25 | 16:25 |       |       | 44 - 75      | 1h:02   | 75       |
| 16-12-06 | VK Slávia EU Bratislava - Engelholms VS | 3 - 0    | 25:14 | 25:13 | 25:19 |       |       | 75 - 46      | 1h:15   | 175      |
| 17-12-06 | Teuta Durrës - VK Slávia EU Bratislava  | 0 - 3    | 21:25 | 16:25 | 18:25 |       |       | 55 - 75      | 1h:13   | 50       |
| 17-12-06 | Engelholms VS - AO Markópoulo           | 0 - 3    | 22:25 | 21:25 | 16:25 |       |       | 59 - 75      | 1h:19   | 200      |

#### Sluttabell
| Pos | Lag                     | Poäng | Matcher | Matcher | Matcher   | Set   | Set       | Kvot  | Poäng | Poäng     | Kvot  |
| Pos | Lag                     | Poäng | Spelade | Vunna   | Förlorade | Vunna | Förlorade | Kvot  | Vunna | Förlorade | Kvot  |
| --- | ----------------------- | ----- | ------- | ------- | --------- | ----- | --------- | ----- | ----- | --------- | ----- |
| 1   | VK Slávia EU Bratislava | 6     | 3       | 3       | 0         | 9     | 1         | 9.000 | 245   | 188       | 1.303 |
| 2   | AO Markópoulo           | 5     | 3       | 2       | 1         | 7     | 3         | 2.333 | 237   | 198       | 1.197 |
| 3   | Engelholms VS           | 4     | 3       | 1       | 2         | 3     | 8         | 0.375 | 210   | 259       | 0.811 |
| 4   | Teuta Durrës            | 3     | 3       | 0       | 3         | 2     | 9         | 0.222 | 208   | 255       | 0.816 |

### Grupp B
Spelplats: Baranavičy

#### Resultat
| Datum    | Mellan                                     | Resultat | Set   | Set   | Set   | Set   | Set  | Poäng totalt | Speltid | Åskådare |
| Datum    | Mellan                                     | Resultat | 1     | 2     | 3     | 4     | 5    | Poäng totalt | Speltid | Åskådare |
| -------- | ------------------------------------------ | -------- | ----- | ----- | ----- | ----- | ---- | ------------ | ------- | -------- |
| 15-12-06 | Atlant Baranovici - AEL Limassol           | 3 - 0    | 25:16 | 25:16 | 25:11 |       |      | 75 - 43      | 0h:59   | 650      |
| 15-12-06 | Vanajan RC - BKS Stal Bielsko-Biała        | 2 - 3    | 33:31 | 23:25 | 25:22 | 15:25 | 8:15 | 104 - 118    | 2h:13   | 500      |
| 16-12-06 | AEL Limassol - BKS Stal Bielsko-Biała      | 0 - 3    | 16:25 | 16:25 | 13:25 |       |      | 45 - 75      | 1h:06   | 300      |
| 16-12-06 | Atlant Baranovici - Vanajan RC             | 3 - 1    | 25:17 | 22:25 | 27:25 | 25:12 |      | 99 - 79      | 1h:42   | 800      |
| 17-12-06 | Vanajan RC - AEL Limassol                  | 3 - 0    | 25:19 | 25:17 | 25:17 |       |      | 75 - 53      | 1h:06   | 300      |
| 17-12-06 | BKS Stal Bielsko-Biała - Atlant Baranovici | 3 - 1    | 25:18 | 22:25 | 25:19 | 25:17 |      | 97 - 79      | 1h:44   | 1.000    |

#### Sluttabell
| Pos | Lag                    | Poäng | Matcher | Matcher | Matcher   | Set   | Set       | Kvot  | Poäng | Poäng     | Kvot  |
| Pos | Lag                    | Poäng | Spelade | Vunna   | Förlorade | Vunna | Förlorade | Kvot  | Vunna | Förlorade | Kvot  |
| --- | ---------------------- | ----- | ------- | ------- | --------- | ----- | --------- | ----- | ----- | --------- | ----- |
| 1   | BKS Stal Bielsko-Biała | 6     | 3       | 3       | 0         | 9     | 3         | 9.000 | 290   | 228       | 1.272 |
| 2   | Atlant Baranovici      | 5     | 3       | 2       | 1         | 7     | 4         | 1.750 | 253   | 219       | 1.155 |
| 3   | Vanajan RC             | 4     | 3       | 1       | 2         | 6     | 6         | 1.000 | 258   | 270       | 0.956 |
| 4   | AEL Limassol           | 3     | 3       | 0       | 3         | 0     | 9         | 0.000 | 141   | 255       | 0.627 |

### Grupp C
Spelplats: Bacău

#### Resultat
| Datum    | Mellan                                        | Resultat | Set   | Set   | Set   | Set   | Set | Poäng totalt | Speltid | Åskådare |
| Datum    | Mellan                                        | Resultat | 1     | 2     | 3     | 4     | 5   | Poäng totalt | Speltid | Åskådare |
| -------- | --------------------------------------------- | -------- | ----- | ----- | ----- | ----- | --- | ------------ | ------- | -------- |
| 15-12-06 | CS Știința Bacău - ŽOK Jelovica Tuzla         | 3 - 0    | 25:16 | 25:14 | 25:11 |       |     | 75 - 41      | 1h:09   | 300      |
| 15-12-06 | ŽOK Spartak Subotica - VK Halytjanka Ternopil | 1 - 3    | 22:25 | 25:21 | 21:25 | 21:25 |     | 89 - 96      | 1h:45   | 150      |
| 16-12-06 | VK Halytjanka Ternopil - CS Știința Bacău     | 1 - 3    | 22:25 | 23:25 | 25:20 | 17:25 |     | 87 - 95      | 1h:48   | 500      |
| 16-12-06 | ŽOK Spartak Subotica - ŽOK Jelovica Tuzla     | 3 - 1    | 25:19 | 22:25 | 25:16 | 25:21 |     | 97 - 81      | 1h:40   | 100      |
| 17-12-06 | CS Știința Bacău - ŽOK Spartak Subotica       | 3 - 0    | 25:14 | 25:21 | 25:21 |       |     | 75 - 56      | 1h:09   | 350      |
| 17-12-06 | ŽOK Jelovica Tuzla - VK Halytjanka Ternopil   | 0 - 3    | 22:25 | 14:25 | 25:27 |       |     | 61 - 77      | 1h:14   | 100      |

#### Sluttabell
| Pos | Lag                    | Poäng | Matcher | Matcher | Matcher   | Set   | Set       | Kvot  | Poäng | Poäng     | Kvot  |
| Pos | Lag                    | Poäng | Spelade | Vunna   | Förlorade | Vunna | Förlorade | Kvot  | Vunna | Förlorade | Kvot  |
| --- | ---------------------- | ----- | ------- | ------- | --------- | ----- | --------- | ----- | ----- | --------- | ----- |
| 1   | CS Știința Bacău       | 6     | 3       | 3       | 0         | 9     | 1         | 9.000 | 245   | 184       | 1.332 |
| 2   | VK Halytjanka Ternopil | 5     | 3       | 2       | 1         | 7     | 4         | 1.750 | 260   | 245       | 1.061 |
| 3   | ŽOK Spartak Subotica   | 4     | 3       | 1       | 2         | 4     | 7         | 0.571 | 242   | 252       | 0.960 |
| 4   | ŽOK Jelovica Tuzla     | 3     | 3       | 0       | 3         | 1     | 9         | 0.111 | 183   | 249       | 0.735 |

### Grupp D
Spelplats: Novo Mesto

#### Resultat
| Datum    | Mellan                         | Resultat | Set   | Set   | Set   | Set   | Set   | Poäng totalt | Speltid | Åskådare |
| Datum    | Mellan                         | Resultat | 1     | 2     | 3     | 4     | 5     | Poäng totalt | Speltid | Åskådare |
| -------- | ------------------------------ | -------- | ----- | ----- | ----- | ----- | ----- | ------------ | ------- | -------- |
| 15-12-06 | Beşiktaş JK- Schweriner SC     | 0 - 3    | 14:25 | 20:25 | 21:25 |       |       | 55 - 75      | 1h:12   | 100      |
| 15-12-06 | ŽOK Novo Mesto - Vasas SC      | 3 - 0    | 25:19 | 25:22 | 25:15 |       |       | 75 - 56      | 1h:15   | 200      |
| 16-12-06 | Vasas SC - Beşiktaş JK         | 3 - 0    | 25:10 | 25:14 | 25:15 |       |       | 75 - 39      | 0h:59   | 130      |
| 16-12-06 | Schweriner SC - ŽOK Novo Mesto | 3 - 1    | 29:27 | 25:23 | 22:25 | 25:21 |       | 101- 496     | 1h:50   | 420      |
| 17-12-06 | Vasas SC - Schweriner SC       | 0 - 3    | 20:25 | 17:25 | 17:25 |       |       | 54 - 75      | 1h:06   | 80       |
| 17-12-06 | ŽOK Novo Mesto - Beşiktaş JK   | 3 - 2    | 25:12 | 19:25 | 25:17 | 22:25 | 17:15 | 108 - 94     | 1h:56   | 290      |

#### Sluttabell
| Pos | Lag            | Poäng | Matcher | Matcher | Matcher   | Set   | Set       | Kvot  | Poäng | Poäng     | Kvot  |
| Pos | Lag            | Poäng | Spelade | Vunna   | Förlorade | Vunna | Förlorade | Kvot  | Vunna | Förlorade | Kvot  |
| --- | -------------- | ----- | ------- | ------- | --------- | ----- | --------- | ----- | ----- | --------- | ----- |
| 1   | Schweriner SC  | 6     | 3       | 3       | 0         | 9     | 1         | 9.000 | 251   | 205       | 1.224 |
| 2   | ŽOK Novo Mesto | 5     | 3       | 2       | 1         | 7     | 5         | 1.400 | 279   | 251       | 1.112 |
| 3   | Vasas SC       | 4     | 3       | 1       | 2         | 3     | 6         | 0.500 | 185   | 189       | 0.979 |
| 4   | Beşiktaş JK    | 3     | 3       | 0       | 3         | 2     | 9         | 0.222 | 188   | 258       | 0.729 |

### Grupp E
Spelplats: Brno

#### Resultat
| Datum    | Mellan                                                  | Resultat | Set   | Set   | Set   | Set   | Set   | Poäng totalt | Speltid | Åskådare |
| Datum    | Mellan                                                  | Resultat | 1     | 2     | 3     | 4     | 5     | Poäng totalt | Speltid | Åskådare |
| -------- | ------------------------------------------------------- | -------- | ----- | ----- | ----- | ----- | ----- | ------------ | ------- | -------- |
| 15-12-06 | Panathinaikos Athlitikos Omilos- VK Královo Pole        | 0 - 3    | 26:28 | 22:25 | 25:27 |       |       | 73 - 80      | 1h:20   | 980      |
| 15-12-06 | Rote Raben Vilsbiburg - CAV Murcia 2005                 | 0 - 3    | 20:25 | 17:25 | 24:26 |       |       | 61 - 76      | 1h:22   | 290      |
| 16-12-06 | VK Královo Pole - Rote Raben Vilsbiburg                 | 2 - 3    | 25:22 | 21:25 | 25:16 | 12:25 | 11:15 | 94 - 103     | 2h:02   | 315      |
| 16-12-06 | CAV Murcia 2005 - Panathinaikos Athlitikos Omilos       | 3 - 0    | 25:14 | 25:20 | 25:15 |       |       | 75 - 49      | 1h:15   | 280      |
| 17-12-06 | Panathinaikos Athlitikos Omilos - Rote Raben Vilsbiburg | 3 - 1    | 25:15 | 18:25 | 25:18 | 25:13 |       | 93 - 71      | 1h:35   | 220      |
| 17-12-06 | VK Královo Pole - CAV Murcia 2005                       | 0 - 3    | 15:25 | 20:25 | 16:25 |       |       | 51 - 75      | 1h:06   | 315      |

#### Sluttabell
| Pos | Lag                             | Poäng | Matcher | Matcher | Matcher   | Set   | Set       | Kvot  | Poäng | Poäng     | Kvot  |
| Pos | Lag                             | Poäng | Spelade | Vunna   | Förlorade | Vunna | Förlorade | Kvot  | Vunna | Förlorade | Kvot  |
| --- | ------------------------------- | ----- | ------- | ------- | --------- | ----- | --------- | ----- | ----- | --------- | ----- |
| 1   | CAV Murcia 2005                 | 6     | 3       | 3       | 0         | 9     | 0         | MAX   | 226   | 161       | 1.404 |
| 2   | VK Královo Pole                 | 5     | 3       | 1       | 2         | 5     | 6         | 0.833 | 225   | 251       | 0.896 |
| 3   | Rote Raben Vilsbiburg           | 4     | 3       | 1       | 2         | 4     | 8         | 0.500 | 235   | 263       | 0.894 |
| 4   | Panathinaikos Athlitikos Omilos | 3     | 3       | 1       | 2         | 3     | 7         | 0.429 | 215   | 226       | 0.951 |

### Grupp F
Spelplats: Trofa

#### Resultat
| Datum    | Mellan                        | Resultat | Set   | Set   | Set   | Set   | Set | Poäng totalt | Speltid | Åskådare |
| Datum    | Mellan                        | Resultat | 1     | 2     | 3     | 4     | 5   | Poäng totalt | Speltid | Åskådare |
| -------- | ----------------------------- | -------- | ----- | ----- | ----- | ----- | --- | ------------ | ------- | -------- |
| 15-12-06 | Asystel Volley - VK Minsk     | 3 - 0    | 25:17 | 25:14 | 25:15 |       |     | 75 - 46      | 1h:05   | 240      |
| 15-12-06 | Newbridge VC - CA da Trofa    | 0 - 3    | 6:25  | 11:25 | 10:25 |       |     | 27 - 75      | 1h:01   | 50       |
| 16-12-06 | VK Minsk - Newbridge VC       | 3 - 0    | 25:12 | 25:13 | 25:13 |       |     | 75 - 38      | 1h:01   | 30       |
| 16-12-06 | CA da Trofa - Asystel Volley  | 3 - 1    | 23:25 | 25:18 | 25:14 | 25:20 |     | 98 - 77      | 1h:41   | 150      |
| 17-12-06 | Asystel Volley - Newbridge VC | 3 - 0    | 25:3  | 25:9  | 25:5  |       |     | 75 - 17      | 0h:54   | 50       |
| 17-12-06 | CA da Trofa - VK Minsk        | 3 - 0    | 25:20 | 25:23 | 25:21 |       |     | 75 - 64      | 1h:20   | 200      |

#### Sluttabell
| Pos | Lag            | Poäng | Matcher | Matcher | Matcher   | Set   | Set       | Kvot  | Poäng | Poäng     | Kvot  |
| Pos | Lag            | Poäng | Spelade | Vunna   | Förlorade | Vunna | Förlorade | Kvot  | Vunna | Förlorade | Kvot  |
| --- | -------------- | ----- | ------- | ------- | --------- | ----- | --------- | ----- | ----- | --------- | ----- |
| 1   | CA da Trofa    | 6     | 3       | 3       | 0         | 9     | 1         | 9.000 | 244   | 168       | 1.476 |
| 2   | Asystel Volley | 5     | 3       | 2       | 1         | 7     | 3         | 2.333 | 227   | 161       | 1.410 |
| 3   | VK Minsk       | 4     | 3       | 1       | 2         | 3     | 6         | 0.500 | 185   | 188       | 0.984 |
| 4   | Newbridge VC   | 3     | 3       | 0       | 3         | 0     | 9         | 0.000 | 82    | 225       | 0.364 |

### Grupp G
Spelplats: Nova Gorica

#### Resultat
| Datum    | Mellan                                              | Resultat | Set   | Set   | Set   | Set   | Set | Poäng totalt | Speltid | Åskådare |
| Datum    | Mellan                                              | Resultat | 1     | 2     | 3     | 4     | 5   | Poäng totalt | Speltid | Åskådare |
| -------- | --------------------------------------------------- | -------- | ----- | ----- | ----- | ----- | --- | ------------ | ------- | -------- |
| 15-12-06 | Longa '59 - City of Edinburgh Volleyball            | 3 - 0    | 25:4  | 25:11 | 25:13 |       |     | 75 - 28      | 1h:00   | 150      |
| 15-12-06 | Anorthosis Famagusta - OK HIT Nova Gorica           | 0 - 3    | 22:25 | 10:25 | 12:25 |       |     | 44 - 75      | 1h:05   | 350      |
| 16-12-06 | City of Edinburgh Volleyball - Anorthosis Famagusta | 0 - 3    | 20:25 | 16:25 | 13:25 |       |     | 49 - 75      | 1h:10   | 180      |
| 16-12-06 | OK HIT Nova Gorica - Longa '59                      | 1 - 3    | 23:25 | 25:17 | 24:26 | 15:25 |     | 87 - 93      | 1h:45   | 550      |
| 17-12-06 | Longa '59 - Anorthosis Famagusta                    | 3 - 0    | 25:18 | 25:4  | 25:13 |       |     | 75 - 35      | 1h:01   | 120      |
| 17-12-06 | OK HIT Nova Gorica - City of Edinburgh Volleyball   | 3 - 0    | 25:16 | 25:18 | 25:11 |       |     | 75 - 45      | 1h:01   | 300      |

#### Sluttabell
| Pos | Lag                          | Poäng | Matcher | Matcher | Matcher   | Set   | Set       | Kvot  | Poäng | Poäng     | Kvot  |
| Pos | Lag                          | Poäng | Spelade | Vunna   | Förlorade | Vunna | Förlorade | Kvot  | Vunna | Förlorade | Kvot  |
| --- | ---------------------------- | ----- | ------- | ------- | --------- | ----- | --------- | ----- | ----- | --------- | ----- |
| 1   | Longa '59                    | 6     | 3       | 3       | 0         | 9     | 1         | 9.000 | 243   | 150       | 1.620 |
| 2   | OK HIT Nova Gorica           | 5     | 3       | 2       | 1         | 7     | 3         | 2.333 | 237   | 182       | 1.302 |
| 3   | Anorthosis Famagusta         | 4     | 3       | 1       | 2         | 3     | 6         | 0.500 | 154   | 199       | 0.774 |
| 4   | City of Edinburgh Volleyball | 3     | 3       | 0       | 3         | 0     | 9         | 0.000 | 122   | 225       | 0.542 |

### Grupp H
Spelplats: Tjerkasy

#### Resultat
| Datum    | Mellan                                | Resultat | Set   | Set   | Set   | Set   | Set | Poäng totalt | Speltid | Åskådare |
| Datum    | Mellan                                | Resultat | 1     | 2     | 3     | 4     | 5   | Poäng totalt | Speltid | Åskådare |
| -------- | ------------------------------------- | -------- | ----- | ----- | ----- | ----- | --- | ------------ | ------- | -------- |
| 15-12-06 | Volley 80 Pétange - ASKÖ Linz-Steg    | 0 - 3    | 11:25 | 15:25 | 15:25 |       |     | 41 - 75      | 1h:05   | 150      |
| 15-12-06 | VK Fortuna Odense - Kruh Tjеrkаsy     | 0 - 3    | 12:25 | 13:25 | 24:26 |       |     | 49 - 76      | 1h:04   | 730      |
| 16-12-06 | ASKÖ Linz-Steg - VK Fortuna Odense    | 3 - 0    | 25:17 | 25:15 | 25:18 |       |     | 75 - 50      | 1h:09   | 100      |
| 16-12-06 | Kruh Tjеrkаsy - Volley 80 Pétange     | 3 - 0    | 25:16 | 25:10 | 25:12 |       |     | 75 - 38      | 1h:00   | 400      |
| 17-12-06 | Volley 80 Pétange - VK Fortuna Odense | 1 - 3    | 18:25 | 25:22 | 19:25 | 17:25 |     | 79 - 97      | 1h:38   | 100      |
| 17-12-06 | Kruh Tjеrkаsy - ASKÖ Linz-Steg        | 3 - 0    | 25:8  | 25:14 | 25:8  |       |     | 75 - 30      | 0h:57   | 900      |

#### Sluttabell
| Pos | Lag               | Poäng | Matcher | Matcher | Matcher   | Set   | Set       | Kvot  | Poäng | Poäng     | Kvot  |
| Pos | Lag               | Poäng | Spelade | Vunna   | Förlorade | Vunna | Förlorade | Kvot  | Vunna | Förlorade | Kvot  |
| --- | ----------------- | ----- | ------- | ------- | --------- | ----- | --------- | ----- | ----- | --------- | ----- |
| 1   | Kruh Tjеrkаsy     | 6     | 3       | 3       | 0         | 9     | 0         | MAX   | 226   | 117       | 1.932 |
| 2   | ASKÖ Linz-Steg    | 5     | 3       | 2       | 1         | 6     | 3         | 2.000 | 180   | 166       | 1.084 |
| 3   | VK Fortuna Odense | 4     | 3       | 1       | 2         | 3     | 7         | 0.429 | 196   | 230       | 0.852 |
| 4   | Volley 80 Pétange | 3     | 3       | 0       | 3         | 1     | 9         | 0.111 | 158   | 247       | 0.640 |

## Åttondelsfinaler

### Match 1
| Datum    | Mellan                                        | Resultat | Set   | Set   | Set   | Set   | Set   | Poäng totalt | Speltid | Åskådare |
| Datum    | Mellan                                        | Resultat | 1     | 2     | 3     | 4     | 5     | Poäng totalt | Speltid | Åskådare |
| -------- | --------------------------------------------- | -------- | ----- | ----- | ----- | ----- | ----- | ------------ | ------- | -------- |
| 09-01-07 | Kruh Tjеrkаsy - Volleyball Franches-Montagnes | 3 - 0    | 25:16 | 25:16 | 25:12 |       |       | 75 - 44      | 1h:09   | 1.050    |
| 09-01-07 | BKS Stal Bielsko-Biała - CSKA Moskva          | 2 - 3    | 25:14 | 23:25 | 25:20 | 18:25 | 13:15 | 104 - 99     | 2h:00   | 1.500    |
| 10-01-07 | Schweriner SC - CS Rapid București            | 3 - 0    | 25:18 | 25:17 | 25:11 |       |       | 75 - 46      | 1h:08   | 1.000    |
| 10-01-07 | CS Știința Bacău - USSP Albi                  | 3 - 1    | 25:20 | 25:27 | 25:19 | 25:23 |       | 100 - 89     | 1h:38   | 1.400    |
| 10-01-07 | VC OMS SH Senica - CAV Murcia 2005            | 0 - 3    | 15:25 | 18:25 | 15:25 |       |       | 48 - 75      | 1h:09   | 800      |
| 10-01-07 | Asterix Kieldrecht - VK Slávia EU Bratislava  | 3 - 0    | 25:23 | 25:18 | 25:20 |       |       | 75 - 63      | 1h:14   | 400      |
| 10-01-07 | ŽOK Poštar - CA da Trofa                      | 3 - 1    | 25:22 | 25:19 | 23:25 | 25:22 |       | 98 - 88      | 1h:40   | 560      |
| 11-01-07 | CS Madeira - Longa '59                        | 1 - 3    | 25:22 | 18:25 | 22:25 | 20:25 |       | 85 - 97      | 1h:50   | 457      |

### Match 2
| Datum    | Mellan                                        | Resultat | Set   | Set   | Set   | Set   | Set   | Poäng totalt | Speltid | Åskådare |
| Datum    | Mellan                                        | Resultat | 1     | 2     | 3     | 4     | 5     | Poäng totalt | Speltid | Åskådare |
| -------- | --------------------------------------------- | -------- | ----- | ----- | ----- | ----- | ----- | ------------ | ------- | -------- |
| 17-01-07 | USSP Albi - CS Știința Bacău                  | 3 - 2    | 13:25 | 23:25 | 26:24 | 25:23 | 15:8  | 102 - 105    | 1h:54   | 1-000    |
| 17-01-07 | CAV Murcia 2005 - VC OMS SH Senica            | 3 - 0    | 25:17 | 25:15 | 25:14 |       |       | 75 - 46      | 1h:10   | 800      |
| 17-01-07 | Volleyball Franches-Montagnes - Kruh Tjеrkаsy | 0 - 3    | 16:25 | 21:25 | 24:26 |       |       | 61 - 76      | 1h:22   | 1.160    |
| 17-01-07 | VK Slávia EU Bratislava - Asterix Kieldrecht  | 3 - 0    | 25:21 | 25:21 | 25:22 |       |       | 75 - 44      | 1h:13   | 500      |
| 17-01-07 | CA da Trofa - ŽOK Poštar                      | 2 - 3    | 25:23 | 13:25 | 19:25 | 25:23 | 12:15 | 94 - 111     | 1h:58   | 450      |
| 17-01-07 | CS Rapid București - Schweriner SC            | 0 - 3    | 15:25 | 13:25 | 10:25 |       |       | 38 - 75      | 1h:04   | 200      |
| 18-01-07 | Longa '59 - CS Madeira                        | 3 - 0    | 25:13 | 25:17 | 25:17 |       |       | 75 - 43      | 1h:10   | 500      |
| 18-01-07 | CSKA Moskva - BKS Stal Bielsko-Biała          | 1 - 3    | 22:25 | 25:21 | 20:25 | 19:25 |       | 86 - 96      | 1h:42   | 250      |

### Kvalificerade lag
| - Longa '59 - USSP Albi (25:23) - CAV Murcia 2005 - Kruh Tjеrkаsy - Asterix Kieldrecht (31:33) - CSKA Moskva (25:19) - ŽOK Poštar - Schweriner SC |

## Kvartsfinaler

### Match 1
| Datum    | Mellan                           | Resultat | Set   | Set   | Set   | Set   | Set   | Poäng totalt | Speltid | Åskådare |
| Datum    | Mellan                           | Resultat | 1     | 2     | 3     | 4     | 5     | Poäng totalt | Speltid | Åskådare |
| -------- | -------------------------------- | -------- | ----- | ----- | ----- | ----- | ----- | ------------ | ------- | -------- |
| 31-01-07 | CAV Murcia 2005 - Kruh Tjеrkаsy  | 3 - 0    | 25:12 | 25:15 | 25:18 |       |       | 75 - 45      | 1h:05   | 600      |
| 31-01-07 | Asterix Kieldrecht - CSKA Moskva | 0 - 3    | 21:25 | 19:25 | 15:25 |       |       | 55 - 75      | 1h:08   | 450      |
| 31-01-07 | ŽOK Poštar - Schweriner SC       | 3 - 2    | 25:16 | 23:25 | 19:25 | 25:22 | 20:18 | 112 - 106    | 2h:05   | 900      |
| 01-02-07 | Longa '59 - USSP Albi            | 3 - 0    | 25:18 | 25:15 | 25:19 |       |       | 75 - 52      | 1h:05   | 800      |

### Match 2
| Datum    | Mellan                           | Resultat | Set   | Set   | Set   | Set   | Set   | Poäng totalt | Speltid | Åskådare |
| Datum    | Mellan                           | Resultat | 1     | 2     | 3     | 4     | 5     | Poäng totalt | Speltid | Åskådare |
| -------- | -------------------------------- | -------- | ----- | ----- | ----- | ----- | ----- | ------------ | ------- | -------- |
| 06-02-07 | Kruh Tjеrkаsy - CAV Murcia 2005  | 0 - 3    | 18:25 | 22:25 | 22:25 |       |       | 62 - 75      | 1h:10   | 1.000    |
| 07-02-07 | USSP Albi - Longa '59            | 2 - 3    | 25:20 | 21:25 | 24:26 | 25:18 | 12:15 | 107 - 104    | 1h:53   | 1.200    |
| 07-02-07 | Schweriner SC - ŽOK Poštar       | 3 - 1    | 18:25 | 25:21 | 25:21 | 27:25 |       | 95 - 92      | 1h:51   | 800      |
| 08-02-07 | CSKA Moskva - Asterix Kieldrecht | 1 - 3    | 15:25 | 25:16 | 25:21 | 25:17 |       | 90 - 79      | 1h:28   | 200      |

### Kvalificerade lag
| - Longa '59 - CAV Murcia 2005 - CSKA Moskva - Schweriner SC (25:16) |

## Slutspel
Slutspelet genomfördes i Münster, Tyskland under helgen 10/11 mars. På lördagen spelades semifinalerna, medan match om tredjepris och final spelades på söndagen.

### Spelschema
|  | Semifinaler     | Semifinaler |             |                 | Final               | Final               |  |
|  |                 |             |             |                 |                     |                     |  |
|  | Longa '59       | 0           |             |                 |                     |                     |  |
|  | Longa '59       | 0           |             |                 |                     |                     |  |
|  | CAV Murcia 2005 | 3           |             |                 |                     |                     |  |
|  | CAV Murcia 2005 | 3           |             | CAV Murcia 2005 | 3                   |                     |  |
|  |                 |             |             | CAV Murcia 2005 | 3                   |                     |  |
|  |                 |             | CSKA Moskva | 0               |                     |                     |  |
|  | CSKA Moskva     | 3           | CSKA Moskva | 0               |                     |                     |  |
|  | CSKA Moskva     | 3           |             |                 |                     |                     |  |
|  | Schweriner SC   | 1           |             |                 | Match om tredjepris | Match om tredjepris |  |
|  | Schweriner SC   | 1           |             |                 |                     |                     |  |
|  |                 |             |             |                 |                     |                     |  |
|  |                 |             |             |                 | Longa '59           | 1                   |  |
|  |                 |             |             |                 | Longa '59           | 1                   |  |
|  |                 |             |             |                 | Schweriner SC       | 3                   |  |

### Resultat
| Datum    | Mellan                        | Resultat | Set   | Set   | Set   | Set   | Set | Poäng totalt | Speltid | Åskådare |
| Datum    | Mellan                        | Resultat | 1     | 2     | 3     | 4     | 5   | Poäng totalt | Speltid | Åskådare |
| -------- | ----------------------------- | -------- | ----- | ----- | ----- | ----- | --- | ------------ | ------- | -------- |
| 10-03-07 | Longa '59 - CAV Murcia 2005   | 0 - 3    | 5:25  | 15:25 | 18:25 |       |     | 38 - 75      | 1h:07   | 950      |
| 10-03-07 | CSKA Moskva - Schweriner SC   | 3 - 1    | 25:23 | 22:25 | 25:13 | 25:10 |     | 97 - 71      | 1h:39   | 900      |
| 11-03-07 | Longa '59 - Schweriner SC     | 1 - 3    | 20:25 | 21:25 | 18:25 |       |     | 59 - 75      | 1h:19   | 1.600    |
| 11-03-07 | CAV Murcia 2005 - CSKA Moskva | 3 - 0    | 25:20 | 25:16 | 25:22 |       |     | 75 - 58      | 1h:15   | 2.000    |

## Individuella utmärkelser
| Utmärkelse              | Namn               | Lag             |
| ----------------------- | ------------------ | --------------- |
| Mest värdefulla spelare | Ljubov' Sokolova   | CAV Murcia 2005 |
| Bästa anfallare         | Sylvia Roll        | Schweriner SC   |
| Bästa blockare          | Anastasija Šmeleva | CSKA Moskva     |
| Bästa servare           | Ljubov' Sokolova   | CAV Murcia 2005 |
| Bästa passare           | Sara Pérez         | CAV Murcia 2005 |
| Bästa mottagare         | Linda Dörendahl    | Schweriner SC   |
| Bästa libero            | Diana Castaño      | CAV Murcia 2005 |